# Société de linguistique aragonaise
 (août 2009).
Si vous disposez d'ouvrages ou d'articles de référence ou si vous connaissez des sites web de qualité traitant du thème abordé ici, merci de compléter l'article en donnant les références utiles à sa vérifiabilité et en les liant à la section « Notes et références ».
Pour les articles homonymes, voir SLA.
La Société de linguistique aragonaise ou SLA (en aragonais Sociedat de Lingüistica Aragonesa) est une association de promotion de la langue aragonaise par la recherche en linguistique. Elle fut fondée en 2004.

## Origine et présentation
La motivation de la création de la SLA est l'ambition d'un travail scientifique de haute qualité : elle se présente comme une alternative au travail du Conseil de la langue aragonaise (CFA) (en aragonais Consello d'a Fabla Aragonesa) qui, selon la SLA, présenterait de grands manques de rigueur scientifique.
Le SLA édite la revue De Lingva Aragonensi avec la volonté d'améliorer et de dynamiser les publications scientifiques sur l'aragonais.
Les linguistes de la SLA participent aussi régulièrement à divers colloques et revues internationales de linguistique.
Le président de la SLA est le linguiste de Binéfar Xavier Tomás Arias.

## La graphie SLA de l'aragonais
La SLA élabore une codification de l'aragonais, dite graphie SLA, qui est un modèle différent de la graphie de Huesca promue par le CFA. La graphie SLA se préoccupe de la connexion de l'aragonais avec les normes d'autres langues romanes, parmi lesquelles se distinguent le catalan et l'occitan par leur proximité linguistique.
Cette graphie se veut être la base d'une possible standardisation future de l'aragonais qui prendrait en compte une connaissance sérieuse de la dialectologie aragonaise et qui serait une alternative au modèle de l'aragonais commun du CFA, estimé trop artificiel par la SLA.